# Мариано, Эмбер
Э́мбер Джой Мариа́но (англ. Amber Joy Mariano), в девичестве — Бркич (англ. Brkich; 11 августа 1978, Бивер, Пенсильвания, США) — американская актриса и телевизионная персона.

## Биография
Эмбер Джой Бркич родилась 11 августа 1978 года в Бивере (штат Пенсильвания, США) в семье Валентайн и Шерил Бркич.
В 2000 году получила высшее образование.

## Карьера
Известна участием в различных реалити-шоу, на одном из которых познакомилась со своим будущим мужем.
Эмбер — победительница шоу «Survivor: Все звёзды». Появлялась в «Survivor: Австралия». 9 мая 2004 года приняла предложение выйти замуж за другого участница шоу «Survivor: Все звёзды» Роба Мариано. Их свадьбы состоялась в Мэдисон-сквер-гардене (Нью-Йорк) и транслировалась по телевидению под названием «Rob and Amber Get Married».
В июне 2007 году в пресс-релизе Мариано заявила, что они с мужем планируют новое реалити-шоу под названием «Tontine», в котором будет 15 участников и они будут конкурировать по всему миру в течение 100 дней.

## Личная жизнь
С 16 апреля 2005 года Эмбер замужем за телевизионной персоной Робом Мариано (род. 1975). У супругов есть четверо дочерей: Люсия Роуз Мариано (род. 04.07.2009), Карина Роуз Мариано (род. 10.12.2010), Изабетта Роуз Мариано (род. 05.05.2012) и Аделина Роуз Мариано (род. 20.06.2014).